# Charanga
La Charanga è una ensemble tradizionale che suona musica dance cubana. Questi gruppi musicali hanno reso popolare la musica dance cubana negli anni '40; la loro musica era pesantemente influenzata dal son cubano, e veniva eseguita con strumenti europei come il violino e il flauto. Lo stile musicale associato a una charanga è il Danzón che è un amalgama di musica classica europea e ritmi africani. Tuttavia le charangas gradualmente hanno suonato anche la pachanga, il cha cha cha e salsa.

## Charangas note
- Orquesta Torroella
- Orquesta de Tata Alfonso
- Orquesta Romeu di Antonio María Romeu
- Orquesta Aragón